# Cartoonito
Cartoonito är en kanal för småbarn.
Cartoonito kan ses i Storbritannien, Italien och Spanien, och har också  ett block i Boomerang i Europa, Mellanöstern och Afrika.
I september 2011 blev Cartoonito tillgänglig i Europa, Mellanöstern och Afrika.

## Serier i Cartoonito
- Baby Looney Tunes
- Brandbilskul
- Bananer i pyjamas
- Ha Ha Hairies
- Jelly Jamm
- Koalabröderna
- The Adventures of Chuck and Friends
- LazyTown
- Vännernas stad
- Cartoonito sagor

### Fotnoter
1. ↑  http://www.c21media.net/archives/53709
2. ↑  Turner Broadcasting To Launch Cartoonito Across EMEA